# فاسيليس بالايوكوستاس
فاسيليس بالايوكوستاس (باليونانية: Βασίλης Παλαιοκώστας)‏؛ (17 مايو 1966 - ) سارق بنك وسجين هارب يوناني ملقب ب«روبن هود اليوناني» لإعطائه الأموال المسروقة للفقراء. 
هرب بالايوكوستاس من سجن كوريدالوس شديد الحراسة اليوناني مرتين بواسطة طائرة مروحية أثناء قضائه عقوبة بالسجن لمدة 25 عامًا، ولا يزال طليقًا إلى يومنا هذا. 

## سيرة شخصية
ولد بالايوكوستاس في قرية موسخوفيتو الجبلية في محافظة تريكاليا في وسط اليونان. 
يُعتقد بأنه خطط لاختطاف رجل الصناعة اليوناني يورغوس ميلوناس، وذلك لأن تعقب الفدية المدفوعة أشار إليه.[بحاجة لمصدر]
شقيقه نيكوس بالايوكوستاس مسجون بسبب مشاركته في 16 عملية سرقة بنكية. 
اشتهر بالايوكوستاس بعادته في إرجاع غالبية الأموال المسروقة للأسر الفقيرة، مما جعله يلقب ب«روبن الفقراء» محليًا، لتشابه قصته بقصة روبن هود الشهيرة. 
في عام 2000، حُكم عليه بالسجن لمدة 25 عامًا بتهمة اختطاف ألكسندر خايتوغلو، الرئيس التنفيذي لشركة خايتوغلو إخوان عام 1995.  

### هروب 2006
بعد ظهر يوم الأحد 4 يونيو 2006، استأجر اثنان من مساعدي الفرار رحلة على طائرة مروحية لمشاهدة معالم المدينة من منطقة آغيوس كوسماس في إلينيكون، إحدى ضواحي أثينا الساحلية. خطف الرجلان المروحية باستخدام مسدس وقنبلة يدوية ، وأجبرا الطيار على التوجه إلى السجن.  عندما وصلت المروحية إلى السجن، اعتقد الحراس أن المروحية كانت تقل مفتشي السجن.   نقلت المروحية السجناء إلى مقبرة قريبة، ومن ثم انتقلوا إلى دراجات نارية وفروا من هناك.
أعيد اعتقال باليوكوستاس بعد عامين، بتاريخ 2 أغسطس 2008 ،  في سالونيك .

### هروب 2009
بعد ظهر يوم الأحد 22 فبراير 2009، هرب باليوكوستاس مرة أخرى من سجن كوريدالوس في أثينا بواسطة طائرة مروحية.  تسلق مع زميلته في الزنزانة ألكيت رضائي ذو ال34 عاما ، على سلم حبلي ألقته إليهما راكبة على المروحية أثناء تحليقها فوق فناء السجن. أطلق الحراس النار على المروحية من الأرض، وردت المرأة بإطلاق النار عليهم من بندقية آلية. لم ترد أنباء عن وقوع إصابات في الاشتباك القصير، إلا أن أحد حراس السجن تسبب بجرح ذاتي أثناء محاولته إخراج بندقيته. 
قالت الشرطة إن زوجين مسنين عثرا على المروحية وهي مهجورة في ضاحية كاباندريتي الأثينية بالقرب من طريق سريع شمال أثينا، مع تسرب خزان الوقود من ثقب رصاصة.[بحاجة لمصدر]
وجد الطيار مقيداً ومكمماً ومغطى الرأس. قال الطيار للشرطة إن زوجين استأجرا المروحية للذهاب من بلدة إيتيا بوسط اليونان إلى أثينا. كان الزوجان قد استأجرا المروحية عدة مرات في الأسابيع السابقة، وكانت المرأة تتظاهر بأنها سيدة أعمال. وفقًا للطيار، الذي ادعى بأنه أُجبر على المشاركة في الهروب، أوصل بالايوكوستاس ورضائي إلى سيارة الهروب. 
واجهت حكومة اليونان انتقادات شديدة بعد هروبه للمرة الثانية من نفس السجن، فردت الحكومة بطرد ثلاثة من مسؤولي وزارة العدل واعتقال ثلاثة من حراس السجن.
لا يزال بالايوكوستاس طليقا، وهناك مكافأة قدرها مليون يورو لمن يدلي بمعلومات تؤدي إلى اعتقاله. أعيد اعتقال شريكه الكيت رضائي في نوفمبر 2009. 

## اقرأ المزيد
- ملف مجلة بي بي سي نيوز، 25 سبتمبر 2014 (بالإنجليزية)
- السيرة الذاتية لباليوكوستاس (فريدوم برس 2021)